# ВЕС Sjisjka
ВЕС Sjisjka — наземна вітрова електростанція у Швеції. Знаходиться за Полярним колом у лені Норрботтен, неподалік від центру залізорудної промисловості Кіруна.
Майданчик для станції обрали у комуні Єлліваре. Тут у 2012 році ввели в експлуатацію 30 вітрових турбін данської компанії Vestas типу Vestas V100/2600 з одиничною потужністю 2,6 МВт. Висота турбіни включаючи башту сягає 130 метрів, довжина лопаті 50 метрів.
За проєктом виробництво електроенергії на ВЕС Sjisjka має становити 206 млн кВт·год на рік.
Видача електроенергії відбувається по ЛЕП напругою 130 кВ.